# Zwierzyniec (Kuźnica Głogowska)
Zwierzyniec – przysiółek wsi Kuźnica Głogowska w Polsce, położony w województwie lubuskim, w powiecie wschowskim, w gminie Sława. Wchodzi w skład sołectwa Kuźnica Głogowska.
W latach 1975–1998 przysiółek administracyjnie należał do województwa zielonogórskiego.